# Championnats d'Afrique de karaté 2017
Navigation
Édition précédente Édition suivante
Les championnats d'Afrique de karaté 2017, seizième édition des championnats d'Afrique de karaté, ont lieu du 29 mai 2017 au 5 juin 2017 à Yaoundé, au Cameroun.
27 nations ont participé à la compétition.

## Médaillés

### Hommes
| Épreuve           | Or                                    | Argent                         | Bronze                               |
| ----------------- | ------------------------------------- | ------------------------------ | ------------------------------------ |
| Kata              | Ofentse Bakwadi (BOT)                 | Michael Du Plessis (RSA)       | Steven Moukassa (CGO)                |
| Kata              | Ofentse Bakwadi (BOT)                 | Michael Du Plessis (RSA)       | Pierre Clery Aboya Baya (CMR)        |
| Kata par équipe   | Botswana                              | Cameroun                       | Burundi                              |
| Kata par équipe   | Botswana                              | Cameroun                       | République du Congo                  |
| Kumite −60 kg     | Nader Azzouzi (TUN)                   | Omogolo Thabang Setshego (BOT) | Francis Pandemoya Kalonda (COD)      |
| Kumite −60 kg     | Nader Azzouzi (TUN)                   | Omogolo Thabang Setshego (BOT) | Saliou Diouf (SEN)                   |
| Kumite −67 kg     | Nardy Bikoka Mbako (CGO)              | Hmissa Ahmed (TUN)             | Papa François Diouf (SEN)            |
| Kumite −67 kg     | Nardy Bikoka Mbako (CGO)              | Hmissa Ahmed (TUN)             | Christian Fabrice Ndougsa Asta (CMR) |
| Kumite −75 kg     | Innocent Yves Andegue Mbia (CMR)      | Abdourahmane Sene (SEN)        | Oratile Caiphus (BOT)                |
| Kumite −75 kg     | Innocent Yves Andegue Mbia (CMR)      | Abdourahmane Sene (SEN)        | Abdoul Aziz Kamagate Drissa (ALG)    |
| Kumite −84 kg     | Etienne Martial Nonagni Bayomog (CMR) | Khaireddine Frigui (TUN)       | Fidel Mulumba (COD)                  |
| Kumite −84 kg     | Etienne Martial Nonagni Bayomog (CMR) | Khaireddine Frigui (TUN)       | Abdou Lahad Cissé (SEN)              |
| Kumite +84 kg     | Morgan Moss (RSA)                     | Ahmed Marouane Ezzar (TUN)     | Modou Moustapha Ndiaye (SEN)         |
| Kumite +84 kg     | Morgan Moss (RSA)                     | Ahmed Marouane Ezzar (TUN)     | Neya William Ismael (CIV)            |
| Kumite par équipe | Sénégal                               | Cameroun                       | République du Congo                  |
| Kumite par équipe | Sénégal                               | Cameroun                       | Tunisie                              |

### Femmes
| Épreuve           | Or                                                             | Argent                                                                                               | Bronze                                                         |
| ----------------- | -------------------------------------------------------------- | --- | -------------------------------------------------------------- |
| Kata              | Manal Kamilia Hadj Said (ALG)                                  | Sylvie Viviane Ambani (CMR)                                                                          | Maxine Willemse (RSA)                                          |
| Kata              | Manal Kamilia Hadj Said (ALG)                                  | Sylvie Viviane Ambani (CMR)                                                                          | Rim Mdaghi (TUN)                                               |
| Kata par équipe   | Algérie Selma Bedja Manal Kamilia Hadj Said Yasmine Mouloud    | Cameroun Sylvie Viviane Ambani Léa Claire Nana Noukella Mouatchoua Tcheugoue                         | Bénin Oceanne Mylene Ganiero Cherstine Kodo Rokiyath Moustapha |
| Kata par équipe   | Algérie Selma Bedja Manal Kamilia Hadj Said Yasmine Mouloud    | Cameroun Sylvie Viviane Ambani Léa Claire Nana Noukella Mouatchoua Tcheugoue                         | Tunisie Mariem El Mahrssia Eya Jemai Rim Mdaghi                |
| Kumite −50 kg     | Eya Jemai (TUN)                                                | Lame Hetanang (BOT)                                                                                  | Maguette Mbaye (SEN)                                           |
| Kumite −50 kg     | Eya Jemai (TUN)                                                | Lame Hetanang (BOT)                                                                                  | Riasha Singh (RSA)                                             |
| Kumite −55 kg     | Oceanne Mylene Ganiero (BEN)                                   | Kholdane Ben Zeid (TUN)                                                                              | Léa Claire Nana Noukella (CMR)                                 |
| Kumite −55 kg     | Oceanne Mylene Ganiero (BEN)                                   | Kholdane Ben Zeid (TUN)                                                                              | -                                                              |
| Kumite −61 kg     | Boutheina Hasnaoui (TUN)                                       | Elsabie Leroux (RSA)                                                                                 | Rokiyath Moustapha (BEN)                                       |
| Kumite −61 kg     | Boutheina Hasnaoui (TUN)                                       | Elsabie Leroux (RSA)                                                                                 | Rosine Joelle Tchuako (CMR)                                    |
| Kumite −68 kg     | Faten Aissa (TUN)                                              | Blandine Ghislaine Angama Mendo (CMR)                                                                | Mame Fatou Thiaw (SEN)                                         |
| Kumite −68 kg     | Faten Aissa (TUN)                                              | Blandine Ghislaine Angama Mendo (CMR)                                                                | Anke Smit (RSA)                                                |
| Kumite +68 kg     | Stella Ogandoa Nsioma (CMR)                                    | Tasneem Cozyn (RSA)                                                                                  | Nancy Tshiaba (COD)                                            |
| Kumite +68 kg     | Stella Ogandoa Nsioma (CMR)                                    | Tasneem Cozyn (RSA)                                                                                  | Chehinez Jemi (TUN)                                            |
| Kumite par équipe | Tunisie Faten Aissa Boutheina Hasnaoui Chehinez Jemi Eya Jemai | Cameroun Blandine Ghislaine Angama Mendo Dongmo Nguenong Stella Ogandoa Nsioma Rosine Joelle Tchuako | Algérie Imene Atif Saïda Djedra Imane Taleb                    |
| Kumite par équipe | Tunisie Faten Aissa Boutheina Hasnaoui Chehinez Jemi Eya Jemai | Cameroun Blandine Ghislaine Angama Mendo Dongmo Nguenong Stella Ogandoa Nsioma Rosine Joelle Tchuako | Bénin Oceanne Mylene Ganiero Cherstine Kodo Rokiyath Moustapha |